# Halálos kitérő 2.
Halálos kitérő 2. (Wrong Turn 2: Dead End) 2007-es amerikai horrorfilm, melyet Joe Lynch rendezett, és a főszereplők Texas Battle, Erica Leerhsen, Henry Rollins. A 2003-ban készült Halálos kitérő című film folytatása. 
2007. október 9-én mutatták be, kereskedelmileg sikeresen teljesített, emellett pozitív értékeléseket kapott a kritikusoktól.
A Halálos kitérő 2. forgatása 2006. május 29-én kezdődött, majd június 30-ra lett kész.

## Történet
|  | Alább a cselekmény részletei következnek! |

Egy valóságshow versenyző, Kimberly (Kimberly Caldwell) Nyugat-Virginia országútján halad keresztül, hogy a következő feladatban elfoglalja a helyét. Vezetés közben, véletlenül elgázol egy tinédzsert. Megáll és megnézi őt, ám kiderül róla, hogy a kannibálcsalád fiútestvére az, aki hirtelen leharapja a lány alsó ajkát. Megpróbál elmenekülni, csak hogy belefut Háromujjúba, és baltával függőlegesen ketté vágja. Ő és a fiútestvér, hazahúzzák mindkét felet.
A korábbi tengerészgyalogos, Dale Murphy ezredes (Henry Rollins) a házigazdája, ennek a túlélőjáték shownak, Nyugat-Virginia erdejében. A versenyzők többek között: A fehérnemű modell, Elena Miller (Crystal Lowe), a gördeszkás Matt Jones, ismert nevén Jonesy (Steve Braun), az amerikai tengerészgyalogos-tiszt és iraki veterán, Amber Williams (Daniella Alonso), valamint egy volt középiskolai focista, Jake Washington (Texas Battle), és a gót származású Nina Pappas (Erica Leerhsen). Miután Kimberly nem jelenik meg, vonakodva a Show producere, Mara Wilson (Aleksa Palladino) veszi át a helyét. Amikor a játék kezdetét veszi, Háromujjú megöli az egyik televíziós stábot, Neilt (Cedric De Souza). Míg Dale készül a játékra, Háromujjú és egy másik kannibál, Apa megtámadja őt és kiütik. Nina és Mara talál egy faházat az erdőben. A lányok belép a kabinba, és megpróbálnak telefont találni. Miközben körülnéznek a házban, meghallják a lakókat visszajönni, majd elrejtőznek a hálószobában. Látják, hogy egy kannibálnő, Mama éppen szül egy torz babát. A lánya, Lánytestvér meghallja Nina és Mara jelenlétét a szobában, és mindketten arra kényszerülnek, hogy a WC-aknán keresztül meneküljenek. A fák közé futnak, de Marát fejbe dobják egy fejszével. Nina próbálja megkeresni a többieket, és elmondani, hogy elvitték Mara testét. M (Matthew Currie Holmes) miután felvette a szexvideót, ő és Elena között, visszatér a lakókocsiba, míg Elena marad alsóneműben a tónál napozni. Amikor Elena meghallja a kannibálokat a bokrok között mocorogni, a Lánytestvér lerohanja őt, és egy éles késsel végez vele. Miközben M pihen a lakókocsiban, Anya és Apa eltérítik azt. Apa megtámadja M-et és elfogja őt. Közben, Dalenek sikerül kiszabadítania magát, majd felveszi a harcot Háromujjúval. A rövid küzdelem során, Dale egy vadászpuskával lelövi. Ahogy Jake, Amber és Jonesy esznek egy talált sült húst, Nina visszatér és elmeséli a történet. Jake észreveszi, hogy Kimberly lábát eszik, majd ő, Nina, Amber és Jonesy megpróbálnak elmenekülni. Dale megtalálja az első filmben lévő öreget a kabinjában. Az öreg elmondja neki, hogy a kannibálok mutációját a folyóban lévő szennyvíz okozta az elhagyatott papírgyárnál, ami már 30 éve bezárult, majd elmondja, hogy a kannibálok az unokái és megtámadja Dalet. Egy rövid csetepaté után, Dale felrobbantja az öreget, egy rúd dinamittal. Miután látják, hogy a lakókocsi eltűnt, a többiek felfutnak az erdőbe, ahol találkoznak Fiú és Lánytestvérrel. A kannibálok harcolása után Jake megkeresi Ninát, Amber és Jonesy pedig segítségért megy. Jake megmenti Ninát egy gödörből, majd leugranak a folyóba, hogy elkerüljék Lánytestvért. Nina és Jake elmennek a gyárhoz, és ott találnak egy garázst, a korábbi áldozatok ellopott járműveivel. Megtalálják a lakókocsit is, amelynek belsejében Jake látja a monitoron, hogy M-et lefejezik. Nina és Jake próbálják elhagyni a helyet, de a kannibálok megérkeznek, miután Ambert és Jonesyst korábban csapdába ejtették és megölték őket. Az elhagyatott gyárról kiderül, hogy az is a mutánsok háza. Végül elkapják őket: Jaket kifeszítik, és Ninát szögesdróttal a székbe pántolják. A mutánsok Ninával együtt a gyárban vacsoráznak. Dale besettenkedik, és elvonja a kannibálok figyelmét. Mivel a kannibálok keresik őt, Dalenek sikerül megölnie a testvérpárt egy nyílhoz csatolt dinamittal. Kiszabadítja Jaket és Ninát, de őt viszont megöli Anya és Apa, akiket feldühített gyermekeik halála. Nina sikeresen elmenekül, de Jake betéved egy hatalmas húsdarálószobába, ahol megtámadja őt Anya és Apa. Nina visszatér a gyárba és megöli őket, belelökve a húsdarálóba. Nina és Jake, Kimberly elhagyott autójával elhajt. Eközben Háromujjú életben maradt, és eteti a mutánsbabát egy levágott ujjal, és egy teleüveg szennyezett vízzel.
|  | Itt a vége a cselekmény részletezésének! |

## Szereplők
| Színész               | Szerep              | Magyar hang       |
| --------------------- | ------------------- | ----------------- |
| Erica Leerhsen        | Nina Pappas         | Solecki Janka     |
| Texas Battle          | Jake Washington     | Előd Botond       |
| Aleksa Palladino      | Mara Wilson         | Balogh Cecília    |
| Matthew Currie Holmes | Michael "M" Murphy  | Szabó Máté        |
| Henry Rollins         | Dale Murphy ezredes | Galambos Péter    |
| Daniella Alonso       | Amber Williams      | Nemes Takách Kata |
| Crystal Lowe          | Elena Miller        | Dögei Éva         |
| Steve Braun           | Jonesy Lewis        | Markovics Tamás   |
| Kimberly Caldwell     | Kimberly Caldwell   | Molnár Ilona      |
| Cedric De Souza       | Neil                | Kapácsy Miklós    |

### Kannibálok
| Színész        | Szerep      |
| -------------- | ----------- |
| Ken Kirzinger  | Apa         |
| Ashlea Earl    | Anya        |
| Clint Carleton | Fiútestvér  |
| Rorelee Tio    | Lánytestvér |
| Jeff Scrutton  | Háromujjú   |